# La Garrovilla
La Garrovilla ist eine Gemeinde (municipio) mit 2.292 Einwohnern (Stand: 2024) in der spanischen Provinz Badajoz in der Autonomen Gemeinschaft Extremadura. 

## Lage
La Garrovilla liegt etwa 40 Kilometer ostnordöstlich von Badajoz und etwa acht Kilometer westnordwestlich von Mérida in einer Höhe von 215 m. 

## Demografie
| Einwohnerzahl (1900–2021)                 | Einwohnerzahl (1900–2021) | Einwohnerzahl (1900–2021) | Einwohnerzahl (1900–2021) | Einwohnerzahl (1900–2021) | Einwohnerzahl (1900–2021) | Einwohnerzahl (1900–2021) | Einwohnerzahl (1900–2021) | Einwohnerzahl (1900–2021) | Einwohnerzahl (1900–2021) | Einwohnerzahl (1900–2021) | Einwohnerzahl (1900–2021) | Einwohnerzahl (1900–2021) |
| ----------------------------------------- | ------------------------- | ------------------------- | ------------------------- | ------------------------- | ------------------------- | ------------------------- | ------------------------- | ------------------------- | ------------------------- | ------------------------- | ------------------------- | ------------------------- |
| 1900                                      | 1910                      | 1920                      | 1930                      | 1940                      | 1950                      | 1960                      | 1970                      | 1981                      | 1991                      | 2001                      | 2011                      | 2021                      |
| 1318                                      | 1463                      | 1580                      | 2013                      | 2181                      | 2524                      | 3586                      | 2689                      | 2560                      | 2682                      | 2625                      | 2497                      | 2334                      |
| Quelle: Instituto Nacional de Estadística |                           |                           |                           |                           |                           |                           |                           |                           |                           |                           |                           |                           |

## Sehenswürdigkeiten
- Kirche Mariä Himmelfahrt (Iglesia de Nuestra Señora de la Asunción)
- Isidorkapelle

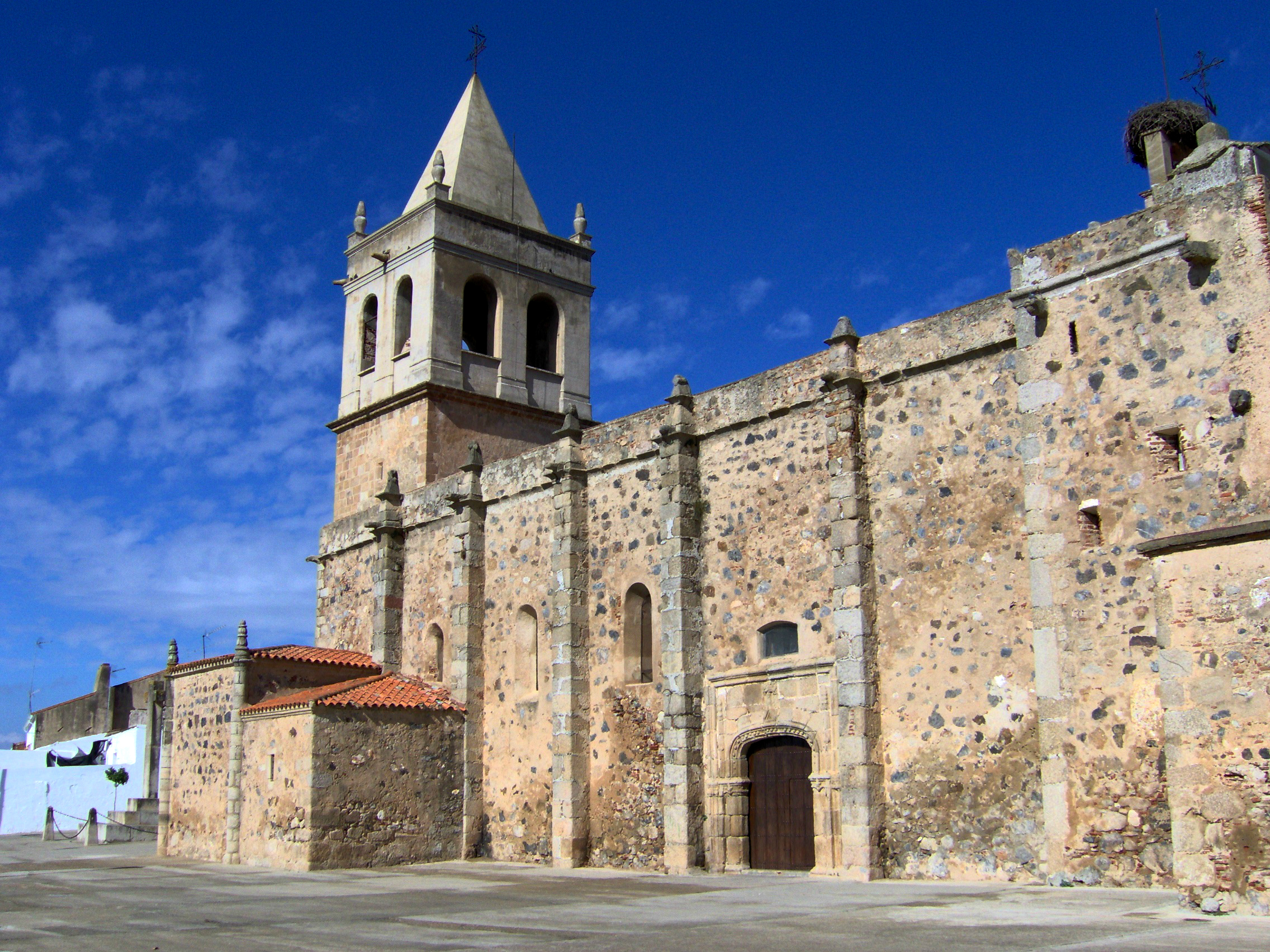
Kirche Mariä Himmelfahrt
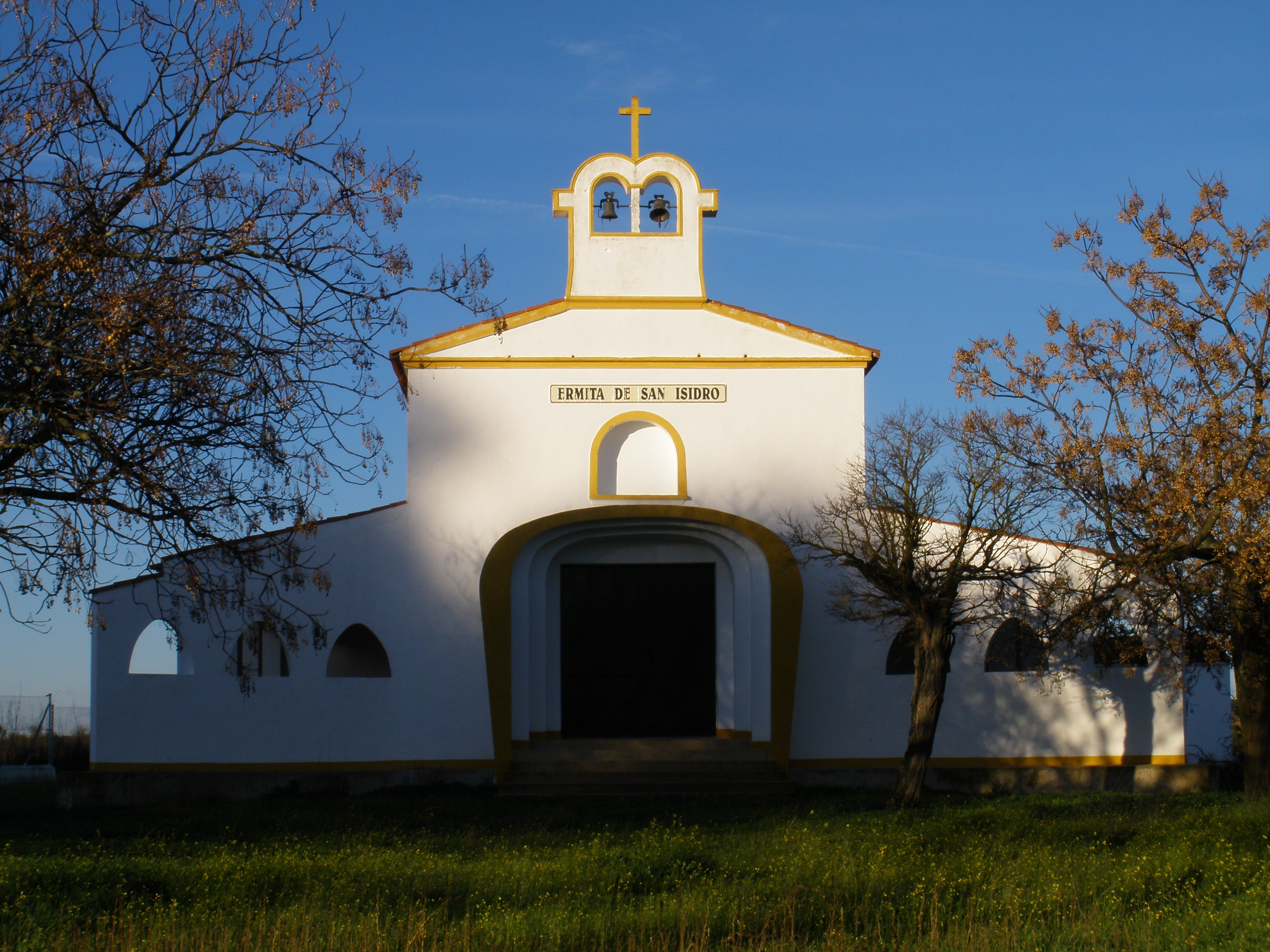
Isidorkapelle
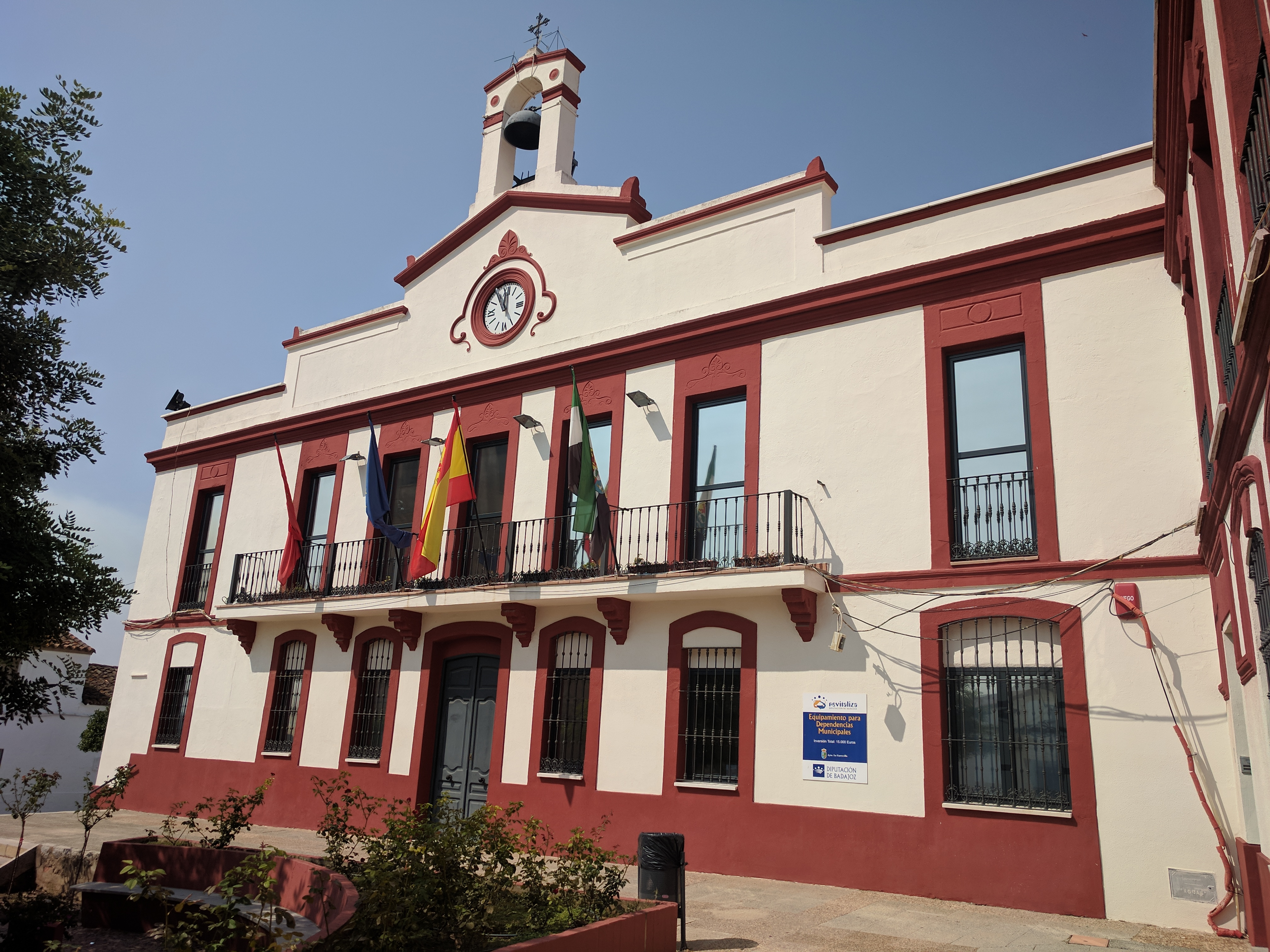
Rathaus

## Persönlichkeiten
- José María Collado (1913–1981), Maler
- Ángel Rodríguez Lozano (* 1952), Physiker und Wissenschaftsjournalist